# Daníel Hafsteinsson
Daníel Hafsteinsson, född 12 november 1999, är en isländsk fotbollsspelare (mittfältare) som spelar för KA Akureyri.

## Klubbkarriär

### KA
Hafsteinsson började sin karriär i den lokala klubben KA 2017, efter att ha spelat 3 matcher med den lokala farmar klubben Dalvík / Reynir 2016. År 2018 spelade han 20 matcher för KA i Úrvalsdeild och utsågs till säsongens bästa unga spelare av klubben. Efter 12 matcher i ligan med KA 2019 såldes han den 17 juli 2019 till Helsingborgs IF.

### Helsingborgs IF
Han anslöt till HIF den 17 juli 2019 och tecknade ett 3,5-årigt kontrakt. Hafsteinsson debuterade för Helsingborgs IF den 29 juli i en 1-4-förlust mot Örebro.  

### KA
I februari 2021 återvände Hafsteinsson till KA.

## Karriärstatistik
| Säsong         | Klubb           | Division       | Liga    | Liga | Cupen   | Cupen | Totalt  | Totalt |
| Säsong         | Klubb           | Division       | Matcher | mål  | Matcher | mål   | matcher | mål    |
| -------------- | --------------- | -------------- | ------- | ---- | ------- | ----- | ------- | ------ |
| 2016           | Dalvík / Reynir | 3. deild       | 3       | 1    | 0       | 0     | 3       | 1      |
| 2017           | KA              | Úrvalsdeild    | 8       | 0    | 1       | 0     | 9       | 0      |
| 2018           | KA              | Úrvalsdeild    | 20      | 3    | 2       | 0     | 23      | 3      |
| 2019           | KA              | Úrvalsdeild    | 12      | 1    | 2       | 1     | 13      | 2      |
| KA totalt      | KA totalt       | KA totalt      | 40      | 4    | 5       | 1     | 45      | 5      |
| 2019           | Helsingborg     | Allsvenskan    | 6       | 0    | 1       | 0     | 7       | 0      |
| Karriär totalt | Karriär totalt  | Karriär totalt | 49      | 5    | 6       | 1     | 55      | 6      |